# Violante Atabalipa Ximenes de Bivar e Vellasco
Violante Atabalipa Ximenes de Bivar e Vellasco (1 de desembre de 1817 – 25 de maig de 1875) fou una feminista, escriptora i propietària d'un periòdic del Brasil.

## Biografia
Vellasco nasqué l'1 de desembre de 1817 a São Salvador da Bahia. De petita va rebre una bona formació i visqué amb sa mare i el seu iaio mentre son pare estava a Rio de Janeiro. Eventualment la família es reuní amb son pare a Rio de Janeiro. En 1945, Vellasco es casà amb un tinent, João Antonio Boaventura, qui morí solament uns pocs anys després d'haver-se casat. Vellasco fou rica i tingué una font d'ingressos independent i pogué finançar la seua pròpia obra. Ella estava en contra de l'exclusió de les dones en l'educació superior de Brasil.
Vellasco treballà com a editora i patrocinadora de O Jornal das Senhoras, una revista feminista creada el 1952 i primer editada per Joana Paula Manso de Noronha. O Jornal das Senhoras cobria les qualitats positives de les dones, defensava l'educació per a les dones i cobrí altres temes d'interès per a les dones. Altra editora de la publicació, junt a Vellasco, fou Gervasia Nunenzia Pires dos Santos. La revista continuà sent publicada fins al mes de desembre de 1855. Vellasco també es dedicà a la traducció d'obres literàries. Més endavant publicaria altra revista, O Domingo, l'any 1874, la qual defensava i parlava sobre els drets de les dones al Brasil.
El 25 de maig de 1875, Vellasco va morir a Rio de Janeiro.
Vellasco va ser membre del Consell Imperial a Brasil i també fou la fundadora i directora del Conservatori Dramàtic Brasiler a Rio de Janeiro.